# کارل فون ترزاقی
کارل فون ترزاقی (۲ اکتبر ۱۸۸۳–۲۵ اکتبر ۱۹۶۳) مهندس عمران، مهندس ژئوتکنیک و زمین‌شناس اتریشی است که پدر مکانیک خاک و مهندسی ژئوتکنیک نامیده می‌شود.

## زندگی‌نامه
کارل فون ترزاقی در شهر پراگ در جمهوری چک، زاده شد. او نخست زادهٔ نایب سرهنگ ارتش، آنتون فون ترزاقی و آمالیا ابرل بود. پس از بازنشستگی آنتون ترزاقی از ارتش، خانواده‌اش به شهر گراتس در اتریش نقل مکان کردند. در ده سالگی، ترزاقی به مدرسهٔ شبانه‌روزی نظامی فرستاده شد. او به نجوم و جغرافیا علاقه‌مند شد. در سن چهارده سالگی ترزاقی وارد یک مدرسهٔ نظامی دیگر در شهر هرانیس، جمهوری چک شد. او به‌ویژه در هندسه و ریاضیات دانش آموزی ممتاز بود و با سربلندی در سن هفده سالگی فارغ‌التحصیل شد.
در سال ۱۹۰۰ ترزاقی وارد دانشگاه فنی گراتس شد و به دانشجوی رشتهٔ مهندسی مکانیک شد. او به مکانیک نظری گرایش پیدا نمود ولی در برهه‌ای داشت کم و بیش کارش به اخراج می‌کشید. در سال ۱۹۰۴ با سربلندی فارغ‌التحصیل شد. سپس حدود یک سال خدمت سربازی اجباری را به‌پایان رساند. مادام خدمت وظیفه، ترزاقی یک آئین‌نامهٔ شناخته‌شدهٔ زمین‌شناسی کارگاهی را از زبان انگلیسی به آلمانی برگردان و به تفصیل تفسیر نمود. پس از آن برای یک سال به دانشگاه بازگشت و به مطالعهٔ دروس زمین‌شناسی و ترکیب آن با دوره‌هایی چون راهسازی و مهندسی راه‌آهن پرداخت. اندکی بعد، او نخستین مقالهٔ علمی خود را با موضوع زمین‌شناسی زمین‌های تخت جنوب ستیریا ارائه کرد.

### آغاز سال‌های کار حرفه‌ای
نخستین کار او در شرکت ادول بارون پیتل در وین در سمت یک مهندس طراح نوپا بود. شرکت بیشتر درگیر زمینهٔ کاری کمابیش تازهٔ تولید نیروی برق‌آبی بود و کارل درگیر مسائل زمین‌شناسی که شرکت با آن‌ها روبه‌رو بود، شد. مسؤولیت‌های او به تندی رو به فزونی رفتند و در سال ۱۹۰۸، او گردانندهٔ یک کارگاه ساختمانی طراحی و ساخت سازه‌های مسلح با فولاد و سرپرست کل کارگران آن شده بود. او پروژه‌ای جاه‌طلبانه و پر چالش، یعنی برپایی سدّی در کرواسی را به دوش گرفت. وی در ادامه کامیابی‌های بزرگتری در یک پروژهٔ به مراتب آشفته‌تر در سن پترزبورگ یافت. در مدت شش ماه در روسیه، او روش‌های ترسیمی بدیعی جهت طرح مخازن صنعتی را به‌کار گرفت که آن‌ها را به عنوان تز دکترای خود در دانشگاه ارائه نمود. سیاههٔ دست‌آوردهای روزافزون او بخت‌های بیشتری را فراروی او می‌گذاردند. او برآن شد تا در سال ۱۹۱۲ به ایالات متحده آمریکا برود.
در ایالات متحده، به تنهایی به مسافرت مهندسی ساخت سدهای بزرگ برجسته در غرب رفت. این سفری پیش پا افتاده نبود، اما برای ترزاقی فرصتی بود تا پیش از بازگشت به اتریش در دسامبر سال ۱۹۱۳ گزارش‌ها و دانش دست‌اولی از مشکلات بسیاری از طرح‌های گوناگون را گردآوری کرده و تا جایی که می‌شد آنان را به‌کار بندد. وقتی جنگ جهانی اول درگرفت، او به خدمت فراخوانده شد و در سمت یک افسر ارتش، گردانی ۲۵۰ نفری را فرماندهی می‌کرد. مسؤولیت‌های او بار دیگر افزوده شد و به فرماندهی ۱۰۰۰ نفر رسید و او در صربستان شاهد نبرد و سقوط بلگراد شد. پس از چندی مدیریت یک فرودگاه، او استاد کالج مهندسی پادشاهی عثمانی در استانبول (دانشگاه فنی استانبول فعلی) گردید.
آنجا دورانی بسیار سازنده و شاد را در زندگی خود آغاز کرد که در طی آن، کار مادام‌العمر پدیدآوری دریافت مهندسی راستینی از خاک به‌عنوان مصالحی مهندسی که ویژگی‌های آن می‌تواند از روش‌های استاندارد سنجیده شود، را پی‌گرفت. او تنها با به‌کارگیری تجهیزات ابتدایی، آزمایشگاهی برپا ساخت و انقلابش را آغاز کرد. اندازه‌گیری و تحلیل نیروهای وارده به دیوارهای حائل نخستین بار به زبان انگلیسی در سال ۱۹۱۹ منتشر شد و بی‌درنگ با نام پیشکش نوین ارزنده‌ای برای درک علمی رفتار بنیادین خاکها به رسمیت رسید.
در پایان جنگ، او ناچار به کناره‌گیری از سمت خود در دانشگاه شد، اما به یافتن شغلی در رابرت کالج در شهر استانبول نایل آمد. آنجا زبان آموزشش را از فرانسوی به انگلیسی تغییر داد و دوباره آزمایشگاهی از ساده‌ترین تجهیزات بنا کرد. این بار به پژوهش در رابطه باجنبه‌های مختلف کمی و تجربی نفوذپذیری آب در خاک پرداخت و توانست نظریاتی در توجیه مشاهداتش ارائه دهد. او دستگاه کاملاً تازه‌ای برای اندازه‌گیری این میزان تراوش پدیدآورد و روزهای کاری بسیاری را صرف آزمونهای خودش کرد. در سال ۱۹۲۴ بسیاری از این نتایج را در اثر بزرگش با نام Erdbaumechanik (مکانیک خاک) منتشر ساخت، که انقلابی بزرگ در این رشته برپا نمود و مورد ستایش فراوان قرار گرفت. این امر منجر به پیشنهاد کار از مؤسسهٔ فناوری ماساچوست (ام آی تی) شد که او بی‌درنگ پذیرفت.

### سالهای پس از آن
یکی از نخستین بایستگی‌های او در آمریکا را آگاه‌سازی رویکرد مهندسین به کارش، دربر می‌گرفت. وی این امر را با نوشتن سلسله مقالاتی در بایگانی اخبار مهندسی، که در زمستان سال ۱۹۲۵ و سپس به عنوان یک کتاب کوچک در سال ۱۹۲۶ چاپ و منتشر شدند، محقق ساخت. او امکانات موجود در ام‌آی‌تی را دست و پاگیر و کاربرد ناپذیر یافت. پس این تنگناها را کنار زد و بار دیگر یک آزمایشگاه تازهٔ مجهز به دستگاه‌های اندازه‌گیری در خاکها با ابزارهایی به اختراع خودش، راه‌اندازی کرد. او وارد مرحلهٔ جدید پر حاصلی از نشر روزافزون و کاروباری پرسود در سمت یک مهندس مشاور در بسیاری از پروژه‌های مقیاس-بزرگ شد.
در سال ۱۹۲۷، آورلیا اسکوبر پلات، که بعدها مادر شاعر نامدار سیلویا پلات شد، به‌عنوان منشی برای ترزاقی کار می‌کرد. او اتریشی‌تبار بود و ترزاقی برگردان یک دستنویس آلمانی دربارهٔ بنیادهای نوین مکانیک خاک را به وی سپرده بود. به گفتهٔ او بینش ترزاقی و سخنانش دگرگونی شگرفی در زندگی‌اش پدیدآورد. از سال ۱۹۲۶ تا سال ۱۹۳۲، آرتور کاساگرانده، دیگر پیشرو مهندسی مکانیک خاک و ژئوتکنیک، در ام‌آی‌تی برای ترزاقی به‌عنوان دستیار ویژه کار می‌کرد.
خوش‌بیانی، توانمندی آشکار و گیرایی چهرهٔ ترزاقی، توجه زنان بسیاری را به او جلب می‌کرد. او در سال ۱۹۲۸ با دانشجوی جوان دورهٔ دکترای رشتهٔ زمین‌شناسی دانشگاه هاروارد، خانم روث داگت، دیدار کرد و سخت عاشق او شد.
در سال ۱۹۲۸، سرانجام ترزاقی از ام‌آی‌تی و رئیس دانشگاهش دلزده شد و برآن شد تا به اروپا بازگردد. سپس در زمستان سال ۱۹۲۹، کرسی استادی دانشگاه فنی در وین را پذیرفت. او روث را به همسری برگزید، که ویراستار و همکارش نیز شد. پیش از پذیرش سمت، سفری کوتاه جهت ارائه خدمات مشاوره به روسیه داشت که او را سخت هراسان کرد و به ناسازگاری با نظام کمونیستی به‌عنوان رژیم سرآمد خشونت و هرج‌ومرج پرداخت. با برگزیدن اتریش به‌عنوان پایگاه، او به مسافرت‌های پی‌درپی به سراسر اروپا جهت مشاوره، ایراد سخنرانی و همکاری‌ها و پیوندهای حرفه‌ای تازه پرداخت. بار تدریسش کم و بیش سبک بود، پس پژوهش‌های تجربی‌اش را ادامه داد و به‌ویژه گرایش به مسائلی در پیوند با نشست پی و ملاتها یافت. او شروع به نوشتن مطالبی برای نسخه‌ای بس گسترده‌تر و به‌روز تر از مکانیک خاک، این‌بار برای دو جلد نمود. اگرچه، آشوبهای سیاسی در اتریش آغازگر درهم ریختگی‌های کاری‌اش شد تا برآن شود طی سالهای ۱۹۳۵ تا ۱۹۳۶ وین را ترک نماید.
او مسافرت پژوهشی دانشگاهی‌اش را با سفری کوتاه به آلمان جهت مشاوره با تشکیلات تات و معماران گزینشی برای برنامه‌های جاه‌طلبانهٔ مربوط به ساختمان‌های عظیم سایت همایش نورنبرگ حزب نازی، آغاز کرد. سرآخر، کشمکشی پیرامون «بهترین راه ساخت یک شالودهٔ ایمن» درگرفت که به یک بحث با شخص هیتلر، که علاقه‌ای شدید در تمامی جزئیات معماری نشان می‌داد، انجامید. ترزاقی سپس به آمریکا بازگشت که در آنجا سخنرانی جامعی در کنفرانس بین‌المللی مکانیک خاک در دانشگاه هاروارد ایراد کرد. سفرهای آکادمیک بسیاری به دانشگاه‌های دیگر کرد، ولی چشم‌انداز اشتغال را تیره دید. در نوامبر سال ۱۹۳۶، اندکی پس از به‌دنیا آمدن نخستین فرزندش اریک، به وین بازگشت.
در وین، به نبرد سیاسی ناشایستی بازگشت، که به سختی توانست بر آن چیره گردد. گفتاری به یاد ماندنی از اوست که: «سرزمین پدری مرا به‌نام یک نازی شناساند، نازیها مرا به‌نام یک بلشویک و بلشویکها مرا به‌نام یک محافظه‌کار آرمان‌گرا. مسلماً تنها یکی از این سه می‌توانستند درست باشند، و آن بلشویکها بودند». او غالباً از وین به بهانهٔ مشاوره به پروژه‌های بزرگ عمرانی با سفرهای طولانی به انگلستان، ایتالیا، فرانسه، الجزایر و لتونی، گریز می‌زد که در آن سفرها به آزموده‌های کاربردی مهندسی خود بسیار می‌افزود.
در سال ۱۹۳۸ ترزاقی به ایالات متحده مهاجرت کرد و سمتی در دانشگاه هاروارد گرفت. تا پیش از پایان جنگ، او در شیکاگو مشاور سازمان‌های مترو، ساخت جایگاه کشتی‌سازی در نیوپورت نیوز و بالابری کشتی نورماندی و دیگر سازمان‌ها بود. او در ماه مارس سال ۱۹۴۳ شهروندی آمریکا را پذیرفت. ترزاقی نشان فرانک پ. براون را در سال ۱۹۴۶ دریافت داشت. وی همچنان به‌عنوان استاد نیمه-وقت در دانشگاه هاروارد تا بازنشستگی ناچاری‌اش در سال ۱۹۵۳ در سن ۷۰ سالگی کار می‌کرد. در ماه ژوئیه سال دیگر، او رئیس هیئت مدیرهٔ شورای مشاوران در احداث سد بلند آسوان شد. او از این سمت در سال ۱۹۵۹ پس از درگیری با مهندسین روسی سرپرست پروژه کناره‌گیری نمود، ولی همچنان به مشاوره‌های مختلف در پروژه‌های سدسازی، به ویژه در بریتیش کلمبیا ادامه داد. او در سال ۱۹۶۳ چشم از جهان فروبست و خاکستر او در واترفرد جنوبی، راه اصلی نزدیک بخش بیر دفن گردید.

## میراث
انجمن مهندسان عمران آمریکا (ASCE) در سال ۱۹۶۰ جایزه‌ای بنام کارل ترزاقی با موضوع «نویسندهٔ ارمغان‌های ارزنده به دانش بشری در رشته‌های مکانیک خاک، مهندسی خاک‌شناسی و زیر-ساخت‌ها و احداث ساختارهای خاکی و زیرزمینی» بنیان نهاد.
کتابخانهٔ ترزاقی و پک، که توسط مؤسسهٔ ژئوتکنیکال نروژ، در اسلو نروژ اداره می‌شود انبوهی از نوشتارهای او را نگهداری می‌کند.
سد میشن در بریتیش کلمبیا، کانادا، به افتخار او در سال ۱۹۶۵ به سد ترزاقی تغییر نام داده شد.

## کتاب‌ها
- Terzaghi, K. , Theoretical Soil Mechanics, John Wiley and Sons, New York (1943) ISBN 0-471-85305-4.
- Terzaghi, K. , Peck, R. B. and Mesri, G. , Soil Mechanics in Engineering Practice, 3rd Ed.  Wiley-Interscience (1996) ISBN 0-471-08658-4.
- Terzaghi, K. , «Large Retaining Wall Tests", Engineering News Record Feb.1, March 8, April 19 (1934).
- Terzaghi, K. , From theory to practice in soil mechanics;: Selections from the writings of Karl Terzaghi, with bibliography and contributions on his life and achievents John Wiley and Sons (1967).
- Terzaghi, K. , Proctor, R. V. and White, T. L. , "Rock Tunneling with Steel Supports," Commercial Shearing and Stamping Co. (1946).
- Terzaghi, K. , American Society of Civil Engineers, "Terzaghi Lectures, 1974-1982,» American Society of Civil Engineers (1986) ISBN 0-87262-532-X.